# Граматика на македонския литературен език
Звуковата система на македонския литературен език (македонската езикова норма) се състои от 31 (тридесет и един) звука и в азбуката за всеки един от тях съществува отделен знак (буква):
А, Б, В, Г, Д, Ѓ, Е, Ж, З, S, И, Ј, К, Л, Љ, М, Н, Њ, О, П, Р, С, Т, Ќ, У, Ф, Х, Ц, Ч, Џ, Ш

## Правопис
Македонският правопис е фонетичен, но в ред случаи има разлика между това как се пише и това как трябва да се изговаря. Например, пише се леб, град, мраз, а се изговаря леп, грат, мрас.

## Деление на звуковете

### Гласни
гласните звукове са: а, е, и, о, у.

#### Сричкотворнор
Звукът р е в службата на гласна в случаи като: крв, дрво, срце и т.н. В началото на думата: ’рж, ’рѓа, ’рска, ’рнка, ’рга, ’рбет.
Думи с представка, завършваща на гласен звук: за’ржи, на’рга.
С представка, завършваща на съгласна: сржи, срска.

#### Тъмната гласна
Македонските езиковеди наричат „ъ“ тъмната гласна. Поради липса на буква „ъ“, звукът се бележи с ’: с’клет, к’смет, но в литературния македонски: саклет, касмет.
Един от създателите на македонския литературен език – Венко Марковски, настоявал в азбуката да бъде вписана и буквата „ъ“, но заради това бил репресиран.

### Съгласни звукове
Останалите звукове образуват групата на съгласните.

## Изпускане на гласни

### е
- При съществителните:
  - При съществителните на -ец
    - старец, старецот – старци; скакулец, скакулецот – скакулци; големец, големецот – големци, но: подлец – подлеци; мудрец – мудреци

  - При съществителните на -ел:
    - котел, котелот – котли; кобел, кобелот – кобли; орел, орелот – орли, но жител – жители; изстрел – истрели

  - При съществителните на -ен:
    - ражен, раженот – ражни;
    - камен, каменот – камни, но и камења;
    - скорен, скоренот – скорни
    - но: остен, остенот – остени (и: остење)

  - При други съществителни:
    - јарем, јаремот – јарми (два јареми)
    - пес, песот – пци (два песа)
    - ден, денот – денови

  - При думи от чужд произход на -ер:
    - министер, министерот – министри и т.н.

- При прилагателните на -ен: гладен, гладна, гладниот и т.н.; радосен, радосниот и т.н., но: дрвен, дрвена и т.н. (но: дрвна индустрија)

### о
1. При съществителните:
  1. При съществителните лакот – лактот, лакти; нокот – ноктот, нокти;
  2. При съществителните на -ок: потомок – потомци, но: четврток - четвртоци
2. При прилагателните: редок – ретка; сладок – слатка; близок - блиска, но: висок – висока, широк – широка
3. В дублетни форми: собере - збере

### а
1. При думи от чужд произход -изам: комунизам – комунизмот, фашизам – фашизмот
2. При прилагателните с наставка -ар: бодар – бодриот, добар – добриот и т.н.
3. При съществителните на -ар: ветар – ветрот, ветрови. При думи от чужд произход на -ар: метар – метри и т.н.

## За някои съгласни

### ќ,ѓ
Различават се от съгласните к и г не само пред задни гласни (а, о, у), но също и пред предни гласни (е, и):
- куќа: кука; лаѓа: лага
- куќи: куки; лаѓи: лаги

### s
Звучното съответствие на ц се среща в доста ограничен брой случаи:
- ѕид, ѕидар; ѕвезда; ѕвер и др.

### џ
1. џ по произход от ж: џвака, џгура и т.н.
2. При думи от чужд произход: Риџвеј, џин, џигер и т.н.
3. От ч пред звучна съгласна: лиџба < *личба
4. При наставката -џија: тутунџија, џамџија и т.н.

### њ
1. На края на думите: коњ, сињ (и син) (цвят)
2. В мн.ч. на съществителните на -ен: пламење, камење и т.н.
3. При отглаголните съществителни на -ње: барање, движење и т.н.
4. В няколко съществителни на -ња: бања, диња, свиња и т.н.
5. В събирателните съществителни (вместо мн.ч.): ремен – ремење, корен – корење и т.н.
6. В наставката -иња за мн.ч. на някои съществителни от среден род на -е: име – имиња; прасе – прасиња и т.н.

### љ
1. В началото на думата, само в корена љуб-: љуби, љубов, Љубе, Љубен, Љупка, Љубица, Љубојно и т.н. В други случаи няма љ: лубеница, луѓе, клун, клуч и т.н.
2. В други случаи: вљубен и т.н.; Иљо, Кољо; Иљка; фељтон, фељтонист.
3. Не се пише љ, а лј в думите: зелје, илјада, крилје, полјак, фотелја, Силјан, релјеф, Бастилја и т.н.

### х
В литературния език не е взето от народните говори:
- хемија, хигиена, Хајнрих Хајне итн.; храброст, поход, доход и т.н.; Охрид, Пехчево.

В ограничен брой случаи служи за различаване на думи: дух, воздух, но: задув; поход, доход, но: оди, наоѓа; храна (за разлика от рана!), но: ранениче. В други случаи не се изговаря и пише в началото на думите: леб, арно, ајдутин, армоника, убав, убавина и т.н.
В средата и в края на думата х или се е загубило или е преминало в друг звук:
- в, ф < х:

1. От хв-: фрла, фали, фати, фрка;
2. От х: дојдов, бев, бевме, но: беа; нивни, јавне и т.н.; орев – оревот; пазува; мува; уво

### в,ф
1. вистина, вистински; внатре; втор; внук (не: мнук); влезе (не: флезе), но: земе, зеде, зел, презема;
2. ливче (от лисче), мовче од мост и т.н.

В някои диалекти се е загубило: тетоски вместо тетовски, чоек вместо човек и т.н., или е преминало в ј: зборој вместо зборови и т.н.

## Удвоени съгласни
В македонския език се срещат и удвоени съгласни. Удвоени могат да са съгласните т, д, ц, з, ј, л, м, в и р. За повече подробности вижте: Удвоени съгласни в македонския литературен език.

## Мястото на ударението
Правилата за мястото на ударението на самостойните думи в литературния език са прости:
1. При двусричните думи ударението пада на втората сричка от дясно наляво. Например: дé-те, мáј-ка, тáт-ко и т.н.
2. При трисрични и многосрични думи ударението пада на третата сричка също от дясно наляво. Например: тáт-ко-то, тáт-ков-ци, тат-кóв-ци-те, ма-кé-до-нец и т.н.

### Изключения от третосричното ударение
1. В деепричастието: викáјќи, одéјќи и т.н.
2. В чужди думи: клишé, генéза, литератýра и т.н.

## Групи от думи
- Пълнозначни думи: съществително, прилагателно, числително, местоимение, глагол, причастие
- Служебни думи: предлог, съюз, частица (езикознание)
- Модални думи
- Междуметие

### Съществително име

#### Определеност и неопределеност на съществителните
Членът в македонския език е задпоставен, т.е. употребява се като наставка на съществителното. В македонската книжовна норма има троен член:
- Членът -ов, -ва, -во – за указване на предмети близки до говорещият: човеков (този тук)
- Членът -он -на, -но – за указване на по-отдалечени предмети, но в обсегат на сетивата: човекон (онзи там)
- Членът -от -та, -то – се явява най-често като общо определителност, без значение на местоположението в пространството, но правилно е: на ти ја книгава (тази до мене), дај ми ја книгана (онази, която я гледаме двамата малко по-натам); и от друга страна: дај ми ја книгата (тази, която е до тебе; тази, която я държиш) (членът -от изразява и пространствено определителност в случаите, когато се говори за предмет, който се намира близо до събеседника).

Само определени са собствените имена и те не се членуват (Петре, Скопје, Вардар и т.н.), но: Совчето, Марето, Надето (с нотка на интимност); Вардарот.

#### Преглед на формите на съществителните

##### Мъжки род
- на съгласна: стол, леб, рид;
- на гласна -а: слуга, студија;
- на гласна -о: татко, дедо;
- на гласна -е: вујче, Јане, Миле

Звателната форма се образува от основната форма на съществителното с наставка -у или-е: мажу, ќелешу, коњу, крају и т.н.; бику, волку, смоку, човеку, јунаку, но: боже, друже, оче; господине, пријателе, мајсторе (при многосрични съществителни); от съществителното господ: господи, наред с господе.
Мъжки имена и съществителни, означаващи лица от мъжки пол:
- на съгласна: Стојан;
- на -е: Јане;
- на -о: Велко,
- на -а: Коста,
- на -и: Методи (в народния език обикновено Методија).

Примери: Зборував со Стојана, со Петрета, со Велка; Го видов Стојана и т.н.
Форми за мн.ч. като: Петревци, Велковци и т.н.
Означаващи лица:
- на съгласна: брат, братучед, девер, зет, маж, син, свекор;
- на -е: вујче, тате, чиче, брате. Тия съществителни са умалителни със силен израз на интимност;
- на -о: вујко, дедо, стрико, татко, чичко
- на -а: шура

Форми за множествено число:
Бройни форми: три денови, неколку денови; два петли; два кладенци и т.н.
Обикновено множествено число: Македонец – Македонци; граѓанин – граѓани, селанец – селани, скопјанец – скопјани, но Германец – Германци; Турчин – Турци; старец – старци; театар – театри; Грк – Грци; ден – дни, денови; смок – смоци, смокови; крст – крстови; леб – лебови; нож – ножеви; крај – краеви, но: кеј – кејови; крал – кралеви и кралови; зет – зетеви и зетови; меч – мечови; ветар – ветрови; оган – огневи и огнови;
Събирателно множествено число: дол – долишта; крај – краишта; роб – робје; кол – колје; друм – друмје; камен – камење, камења; ремен – ремење, ремења и т.н.; град – градје; рид – ридје; пат – патје; паќе (=патови).

##### Женски род
Звателна форма
1. При трисричните и многосричните съществителни на -ица: Горице, мајчице, но и: лисицо, биволицо, кукавицо;
2. При личните имена на -ка: Ратке; Бослике; Василке, но и: Велико, Љубико и т.н.
3. Съществителните на -ја: Марија – Марије, Маријо;
4. сваќа – сваќе; попаѓа – попаѓе
5. Всички други съществителни на -а образуват звателна форма само с наставка -о: душо, жено, Ангелино итн.; кума-лисо

Ограничената употреба на звателна форма е характерна за имената от мъжки род на -а (војвода), но и за имената от женски род (Емилија, Мимоза, Лиза; Вера место Веро).
Форми за множествено число:
- Обикновено множествено число: на -и: жена – жени; ноќ – ноќи; Особени форми: раце, нозе;
- Събирателно множествено число: вода – водје, воѓе; ливада – ливадје, ливаѓе и т.н.

##### Среден род
1. на -о: село, вретено;
2. на -е: поле, лице, лозје.

Форми за множествено число: на -а: села, лета, вретена;
- Особени форми: рамо – рамена; око – очи; уво – уши; небо – неба; чудо – чуда;
- Събирателни форми: крило – крила, крилје;

Образуване на множествено число при съществителните на -е: на -је, -ие, -це: мн.ч. на -а: лозје – лозја, влијание – влијанија, лице – лица; останалите съществителни на -е в мн.ч. получават наставката -иња: пиле – пилиња; име – имиња; море – мориња; дете – деца, дечиња;

### Прилагателно име
Сравнителни степени (положителна, сравнителна и превъзходна)
- добар – подобар – најдобар; добра – подобра – најдобра; добро – подобро – најдобро; добри – подобри – најдобри.

### Числително име
1. Числителни бройни:

- еден, една, едно; два, две; три; четири; пет; шест; седум; осум; девет; десет; единаесет; дванаесет... дваесет; дваесет и еден; дваесет и два... триесет; четириесет; педесет; шеесет; седумдесет; осумдесет; деведесет; сто; сто и еден; сто и два... двесте; триста; четиристотини; петстотини; шестотини; седумстотини; осумстотини; деветстотини; илјада; две илјади; милион; милијарда;

1. Числителни редни:

- прв, први, првиот; прва, првата; прво, првото итн.; втор, втори; трет, трети; четврт, четврти; петти; шести; седми; осми; деветти; десетти; единаесетти... дваесетти; дваесет и први... стоти, стотен; илјаден; две илјаден; милионити;

1. Числителни за лица:

- двајца, тројца, четворица, петина, петмина... осмина, осуммина, деветмина, десетмина, стомина, двестемина, илјадмина;

1. Приблизителен брой

- два-три, три-четири; седум-осум; сто-двесте; две-три стотини; от числителните десет и сто се образуват форми за приблизителен брой с наставката -ина: десетина; дванаесетина; дваесетина; педесетина; стотина и т.н.

### Местоимения

#### Лични местоимения
| Число | Лице | Лице   | Именителен падеж | Винителен падеж | Винителен падеж | Дателен падеж | Дателен падеж |
|       |      | Род    |                  | Пълна           | Кратка          | Пълна         | Кратка        |
| ----- | ---- | ------ | ---------------- | --------------- | --------------- | ------------- | ------------- |
| Ед.ч. | I    | I      | јас              | мене            | ме              | мене          | ми            |
|       | II   | II     | ти               | тебе            | те              | тебе          | ти            |
|       | III  | м. р.  | тој              | него            | го              | нему          | му            |
|       |      | ж. р.  | таа              | неа             | ја              | нејзе         | ѝ             |
|       |      | ср. р. | тоа              | него            | го              | нему          | му            |
| Множ  | I    | I      | ние              | нас             | нè              | нам           | ни            |
|       | II   | II     | вие              | вас             | ве              | вам           | ви            |
|       | III  | III    | тие              | нив             | ги              | ним           | им            |

#### Лично-предметни местоимения
Въпросителни местоимения
- кој, која, кое, кои; кого, го; кому, му;
- чиј, чија, чие; чии;
- што; колкав; каков

Относителни местоимения: којшто, кој; чијшто, чиј;
Неопределителни местоимения:
- некој, некого; на некого (некому); некојси; секој; нешто, сешто; сèнешто; сето (синоним на цялото, в такава функция не може да стои сè: за сето тоа)
- кој било; кој да е; кој-годе; што било и т.н., каков-годе и т.н., колкав-годе и т.н.

Отрицателни местоимения: никој; ништо;
Показателни местоимения:
- За посочване на близки предмети: овој, оваа, ова, овие
- За посочване на по-отдалечени предмети: оној, онаа, она, оние
- За посочване на предмети без оглед на положението в пространството (освен в някои случаи): тој, таа, тоа, тие.

За посочване на признаци:
- таков, таква, такво, такви; ваков... онаков... инаков...
- секаков... некаков... никаков...
- толкав... олкав... онолкав

### Наречие
Наречия за количество и степен: колку, толку, олку, неколку, многу, малку, уште, доста, дури, веќе, одвај, двојно, стократно;
Наречия за време: кога, сега, некогаш, вчера, утре, другден, лани, летоска, зимоска...
Наречия за место: каде, овде, онде, некаде, горе, долу, оздола, озгора, дома, близу, далеку, високо, ниско, напред, назад, лево, десно и т.н.
Наречия за начин: како, вака, така, инаку, некако, редум, молкум, весело, смешно, тешко и т.н.

### Глагол

#### Спомагателен глаголсум
| Сегашно време | Сегашно време | Минало св. и несв. време | Минало неопределено време | Повелително наклонение |
| ------------- | ------------- | ------------------------ | ------------------------- | ---------------------- |
| сум           | бидам         | бев                      | сум бил                   | -                      |
| си            | бидеш         | беше                     | си бил                    | биди                   |
| е             | биде          | беше                     | бил                       | -                      |
| сме           | бидеме        | бевме                    | сме биле                  | -                      |
| сте           | бидете        | бевте                    | сте биле                  | бидете                 |
| се            | бидат         | беа                      | биле                      | -                      |

#### Прости глаголни форми

##### Сегашно време
|       |      | а-група | и-група | е-група | е-група |
| ----- | ---- | ------- | ------- | ------- | ------- |
| Ед.ч. | 1 л. | викам   | носам   | предам  | пијам   |
|       | 2 л. | викаш   | носиш   | предеш  | пиеш    |
|       | 3 л. | вика    | носи    | преде   | пие     |
| Мн.ч. | 1 л. | викаме  | носиме  | предеме | пиеме   |
|       | 2 л. | викате  | носите  | предете | пиете   |
|       | 3 л. | викаат  | носат   | предат  | пијат   |

##### Повелително наклонение
|       |      | а-група | и-група | и-група | е-група | е-група | е-група |
| ----- | ---- | ------- | ------- | ------- | ------- | ------- | ------- |
| Ед.ч. | 2 л. | викај   | носи    | стој    | преди   | кажи    | пиј     |
| Мн.ч. | 2 л. | викајте | носете  | стојте  | предете | кажете  | пијте   |

##### Минало време
- Минало свършено време (аорист)

|       |      | а-група   | и-група   | и-група    | и-група   | е-група  | е-група | е-група | е-група |
| ----- | ---- | --------- | --------- | ---------- | --------- | -------- | ------- | ------- | ------- |
| Ед.ч. | 1 л. | извикав   | износив   | избројав   | остарев   | паднав   | реков   | умрев   | измив   |
|       | 2 л. | извика    | износи    | изброја    | остаре    | падна    | рече    | умре    | изми    |
|       | 3 л. | извика    | износи    | изброја    | остаре    | падна    | рече    | умре    | изми    |
| Мн.ч. | 1 л. | извикавме | износивме | избројавме | остаревме | паднавме | рековме | умревме | измивме |
|       | 1 л. | извикавте | износивте | избројавте | остаревте | паднавте | рековте | умревте | измивте |
|       | 3 л. | извикаа   | износија  | избројаа   | остареа   | паднаа   | рекоа   | умреа   | измија  |

- Минало несвършено време (имперфект)

|       |      | а-група | и-група | е-група  | е-група |
| ----- | ---- | ------- | ------- | -------- | ------- |
| Ед.ч. | 1 л. | викав   | носев   | предев   | пиев    |
|       | 2 л. | викаше  | носеше  | предеше  | пиеше   |
|       | 3 л. | викаше  | носеше  | предеше  | пиеше   |
| Мн.ч. | 1 л. | викавме | носевме | предевме | пиевме  |
|       | 1 л. | викавте | носевте | предевте | пиевте  |
|       | 3 л. | викаа   | носеа   | предеа   | пиеја   |

##### Л-форма на глагола
Глаголи от несвършен вид:
- земал, носел, броел, стоел, плачел, пеел, пиел, одел, наоѓал

Глаголи от свършен вид:
- зел, донел, избројал, станал, заплачал, испеал, допил, дошол, нашол

Л-формата в основата си е минало деятелно причастие. Служи за формиране на минало неопределено време.
Миналото неопределено време служи за преизказ на действия, на които не сме били свидетели, а са ни съобщени от друг. В преизказването най-чести са формите за трето лице (Но малу по малу започнаа разговор и таа разбра оти тој бил од Прилеп). Преизказването с минало неопределено време в това значение е най-обичайно в народните приказки. В него ни въвеждат и началните думи (си бил еден... ) (Си биле двајца браќа, едниот – постариот – женет, а другиот неженет; работата им била трговци.).
Друг случай е, когато вземаме лично (иронично или друго) отношение към това, което някой е казал за нас (Јас сум му ги зел парите!). Доста често се срещат случаи, в които преизказната форма във второ или трето лице се комбинира с форма за първо лице, която вече не е преизказна, а значи директно съобщаване (Ти си дошол, ама јас не сум бил дома.)
Формите за преизказване не се противопоставят само на формите за минало свършено и несвършено време, а могат да служат и за преизказ на действия, които в директния изказ са в сегашно време (Тој вели не јадел сега).

##### Глаголно прилагателно
Глаголното прилагателно се образува от всички глаголи: преходни (женет, насмеан) и непреходни (паднат, дојден, беган, шетан), затова терминът „минало страдателно причастие“ не му подхожда. То се свързва със спомагателния глагол има, нема в различни времеви конструкции: го имам земено, имам дојдено, немам шетано и т.н. (тук се губи разликата по род и число – тия форми се употребяват само с формата за среден род ед.ч.).
Наставките за образуване на глаголни прилагателни са две:
-н (-на, -но, -ни); -т (-та, -то, -ти) (втората при глаголите с корен на н, њ: станат, бањат).
Основните гласни са а и е.
Основната гласна а се среща при глаголите от а-група и от е-група, а-раздел:
- викан, набран, напишан, станат

Глаголни прилагателни от глаголи с корен на н:
- станат; бањат; гонет, ранет, женет, ценет; викан, беган;

Дублетни форми при глаголни прилагателни от глаголи с корен на н:
- женет – женат; сменет – сменат

Дублетни форми при глаголните прилагателни от глаголи, чиято коренова гласна изпада в минало свършено време:
- бран – берен; дран – дерен; клан – колен; млен – мелен;
- бројан – броен; сеан – сеен; кројан – кроен; пеан – пеен итн.

Дублетни форми и при глаголните прилагателни, които се образуват от непрефигирани глаголи от и-група и е-група (а-раздел):
- бројан – броен, кројан – кроен; пеан – пеен; сеан – сеен; (при префигираните глаголи единствено възможни: испеан, насмеан, посеан)

##### Деепричастие
Деепричастието (глаголно наречие) се образува от несвършени глаголи с наставка -јќи: викајќи, бегајќи, носејќи, смеејќи се и т.н. Формата бидејќи се употребява како съюз.
Основната гласна е а (в а-група) и е – в другите две групи.
| а-група    | и-група | е-група  |
| ---------- | ------- | -------- |
| префрлајќи | одејќи  | пиејќи   |
| доаѓајќи   | носејќи | бришејќи |

##### Отглаголно съществително
Отглаголното съществително се образува от несвършени глаголи (както и деепричастието) с наставка -ње: викање; бегање; дерење – драње; спиење – спање и т.н.
В македонския има и известен брой отглаголни съществителни на -ние от свършени глаголи (за абстрактни понятия) – решение, образование, издание.

#### Сложни глаголни форми

##### Форми съссум
- Минало неопределено време (перфект)

- - Свършено

|       |      | а-група      | и-група      | е-група    | е-група    |
| ----- | ---- | ------------ | ------------ | ---------- | ---------- |
| Ед.ч. | 1 л. | сум извикал  | сум износил  | сум минал  | сум измил  |
|       | 2 л. | си извикал   | си износил   | си минал   | си измил   |
|       | 3 л. | извикал      | износил      | минал      | измил      |
| Мн.ч. | 1 л. | сме извикале | сме износиле | сме минале | сме измиле |
|       | 2 л. | сте извикале | сте износиле | сте минале | сте измиле |
|       | 3 л. | извикале     | износиле     | минале     | измиле     |

- - Несвършено

|       |      | а-група    | и-група    | е-група    | е-група   |
| ----- | ---- | ---------- | ---------- | ---------- | --------- |
| Ед.ч. | 1 л. | сум викал  | сум носел  | сум минел  | сум миел  |
|       | 2 л. | си викал   | си носел   | си минел   | си миел   |
|       | 3 л. | викал      | носел      | минел      | миел      |
| Мн.ч. | 1 л. | сме викале | сме носеле | сме минеле | сме миеле |
|       | 2 л. | сте викале | сте носеле | сте минеле | сте миеле |
|       | 3 л. | викале     | носеле     | минеле     | миеле     |

- Минало предварително време (плусквамперфект)

| Ед.ч. | 1 л. | бев дошол   |
|       | 2 л. | беше дошол  |
|       | 3 л. | беше дошол  |
| Мн.ч. | 1 л. | бевме дошле |
|       | 2 л. | бевте дошле |
|       | 3 л. | беа дошле   |

##### Сложни форми сќе
- Бъдеще време (футур)

|       |      |          |            | Отрицание:    | Отрицание:      |
| ----- | ---- | -------- | ---------- | ------------- | --------------- |
| Ед.ч. | 1 л. | ќе одам  | ќе влезам  | нема да одам  | нема да влезам  |
|       | 2 л. | ќе одиш  | ќе влезеш  | нема да одиш  | нема да влезеш  |
|       | 3 л. | ќе оди   | ќе влезе   | нема да оди   | нема да влезе   |
| Мн.ч. | 1 л. | ќе одиме | ќе влеземе | нема да одиме | нема да влеземе |
|       | 2 л. | ќе одите | ќе влезете | нема да одите | нема да влезете |
|       | 3 л. | ќе одат  | ќе влезат  | нема да одат  | нема да влезат  |

Употребяват се и отрицателни форми с ќе: не ќе одам и т.н.
- Бъдеще време в миналото

|       |      |           |             | Отрицание:   | Отрицание:      |
| ----- | ---- | --------- | ----------- | ------------ | --------------- |
| Ед.ч. | 1 л. | ќе одев   | ќе влезев   | не ќе одев   | немаше да одам  |
|       | 2 л. | ќе одеше  | ќе влезеше  | не ќе одеше  | немаше да одиш  |
|       | 3 л. | ќе одеше  | ќе влезеше  | не ќе одеше  | немаше да оди   |
| Мн.ч. | 1 л. | ќе одевме | ќе влезевме | не ќе одевме | немаше да одиме |
|       | 2 л. | ќе одевте | ќе влезевте | не ќе одевте | немаше да одите |
|       | 3 л. | ќе одеа   | ќе влезеа   | не ќе одеа   | немаше да одат  |

- Бъдеще предварително време

|       |      |              |                | Отрицание:      | Отрицание:      |
| ----- | ---- | ------------ | -------------- | --------------- | --------------- |
| Ед.ч. | 1 л. | ќе сум одел  | ќе сум влезел  | не ќе сум одел  | немало да одам  |
|       | 2 л. | ќе си одел   | ќе си влезел   | не ќе си одел   | немало да одиш  |
|       | 3 л. | ќе одел      | ќе влезел      | не ќе одел      | немало да оди   |
| Мн.ч. | 1 л. | ќе сме оделе | ќе сме влезеле | не ќе сме оделе | немало да одиме |
|       | 2 л. | ќе сте оделе | ќе сте влезеле | не ќе сте оделе | немало да одите |
|       | 3 л. | ќе оделе     | ќе влезеле     | не ќе оделе     | немало да одат  |

##### Условно наклонение
| Ед.ч. | 1 л. | јас би донел  | јас би носел  |
|       | 2 л. | ти би донел   | ти би носел   |
|       | 3 л. | тој би донел  | тој би носел  |
|       |      | таа би донела | таа би носела |
|       |      | тоа би донело | тоа би носело |
| Мн.ч. | 1 л. | ние би донеле | ние би носеле |
|       | 2 л. | вие би донеле | вие би носеле |
|       | 3 л. | тие би донеле | тие би носеле |

##### Сложни форми със спомагателния глаголима
С помощта на спомагателния глагол има се установява даден момент (на говоренето или някой минал или бъдещ момент), до който се свежда извършването на дадено действие или предпоставката за неговото извършване: имам дојдено значи, че действието като цяло е извършено в миналото до момента на говоренето; имав дојдено значи, че действието е извършено до даден момент в миналото; ќе имам дојдено значи, че се предполага извършването на действието пак до даден момент в бъдещето. С времената, в които се употребява л-формата на спомагателния глагол, се предава преизказано действие. Поради близост в значението, формите с има/нема и тия на миналото неопределено време могат да се заменят взаимно (действие неопределено във времето) (Се немаме видено две години = Не сме се виделе две години). Замяната обикновено не е възможна, когато действието се свързва тясно с даден момент или период в миналото (Сум ти станал ноќеска. Не е прието „Ти имам станато ноќеска“).
- Примери:
- имам (немам) земено, влезено, носено, бегано; имаш (немаш) земено и т.н.
- имав (немав) земено и т.н.
- сум имал (немал) земено и т.н.
- ќе имам (не ќе имам, нема да имам) земено и т.н.
- ќе имав (не ќе имав) земено и т.н.
- ќе сум имал (нема да сум имал, не ќе сум имал) земено и т.н.
- (не) би (сум) имал земено и т.н.

### Предлози
без, во, врз, до, за, зад, заради, кај, каде, како, кон, крај, меѓу, место, на, над, накај, накрај, наместо, наспроти, насред, низ, од, одовде, одонде, отаде, околу, освен, откај, по, под, покрај, помеѓу, поради, посред, патем, пред, преку, при, против, сред (е), според, спроти (в), спрема, со.

### Съюзи

#### Съчинителни съюзи
- Съединителни (копулативни): и, па, та, да, исто и, не само – туку и
- Противопоставящи (адверзативни): а, ама, ами, туку, пак, а пак, но, меѓутоа, само што, камо ли
- Разделителни (дизюнктивни): или, или – или, а – а, било – било, ем – ем, ја – ја, ни – ни (нити – нити, ниту – ниту), ту – ту
- Изключващи (ексклузивни): само, само што, освен што, единствено, единствено што

#### Подчинителни съюзи
- За цел: да, за да
- За време: кога, кога што, кога да, а, дури, дури да, додека, пред да, откога, откако, штом, штотуку, тукушто
- За начин или модалност: како што, како да, колку што, колку да, отколку, одошто, камо, а камо, камо ли, а камо ли, божем
- За изказ: дека, оти, да, како, што
- За причина: дека, за дека, оти, зашто, бидејќи, затоа што
- За следствие: што, така што
- Условни: ако, ако ли, да, ли
- За допускане: ако, иако, макар да, макар што, при сè што
- Относителни: што, кој, којшто, чиј, чијшто, каков што, колкав што

### Частици
- За изтъкване (подсилваща функция): съюзите и, пак, меѓутоа са като частици; просто, дури, барем, само;
- За отделяне: само, единствено, исклучиво, уште
- За присъединяване: исто, исто така и т.н.
- С количествено значение: речиси, скоро, токму, точно, одвај и т.н.
- С определено значение: баш, имено, токму и т.н.
- С показателно значение: еве, ене, ете, на, ја, еве ти го и т.н.
- С утвърдително значение: да
- С отрицателно значение: не, ни, нити, ниту
- С въпросително значение: ли, дали, али, зар
- С модално значение: нека, да

### Модални думи
- Реалност: сигурно, веројатно, се разбира, очигледно, навистина, можеби, неоспорно и т.н.
- Емоционално отношение: белки, божем
- Отношение: значи, а пак; на пример, то ест, освен тоа, впрочем, најпосле
- Модални словосъчетания: за среќа, за големо чудо, без сомневање и т.н.

### Междуметия
оф, еј, олеле! и т.н.